# Мюллюпуро (станция метро)
«Мюллюпуро» (фин. Myllypuro, швед. Kvarnbäcken, «Мельничный Ручей») — наземная станция Хельсинского метрополитена на северной линии (Итякескус — Меллунмяки). Обслуживает район Мюллюпуро на востоке города.

Станция была открыта 21 октября 1986 года. Дизайн станции был выполнен по проекту архитектурной компании Toivo Karhunen Oy. Расположена на расстоянии 1,4 км от конечной станции Контула и 1,9 км от станции Итякескус.